# 国家公務員共済組合連合会大手前看護専門学校
国家公務員共済組合連合会大手前看護専門学校（こっかこうむいんきょうさいくみあいれんごうかいおおてまえかんごせんもんがっこう）は、大阪市阿倍野区にあった専修学校。1学年の人数は約30人であった。

## 沿革
- 1975年 - 設立
- 1996年 - 現校名となり3年制に変更
- 1998年12月21日 - この日以降、卒業生に対し専門士として認定される[2]
- 2012年 - 学生募集を停止
- 2014年3月31日 - 閉校[3]

## 教育理念
常に自己啓発につとめる姿勢を持ち、判断能力・問題解決能力を養い、包括医療に対応できる基礎的知識・技術を身につけ、看護の専門職業人にふさわしい実践能力を身につけた資質の高い看護師の育成をはかること
大手前看護専門学校 教育理念より

## 教育目標
- 情操豊かで、明るく、常に自己啓発につとめる姿勢をもつ社会人を育成する
- 看護に必要な基礎知識と基礎的技術を身につける
- 看護の対象である人間を総合的に理解でき、基礎知識の統合によって、対象に応じた看護が実践でき、問題が解決できる能力を養う
- 看護の専門職業人にふさわしい態度を育成する
- 保健医療のチームの一員として、看護の社会的役割を認識し、役割を果たす能力を養う

大手前看護専門学校 教育理念より

## 所在地
- 大阪市阿倍野区旭町1丁目1番2号
  - 最寄り駅は、各天王寺駅

## 閉校後
閉校後、跡地はドンキホーテホールディングスに売却され、ディスカウントショップ（ドン・キホーテあべの天王寺駅前店）及びホテル（ヴィアインあべの天王寺）との複合施設となった。